# Enchanted Hunters
Enchanted Hunters – polski duet z Warszawy, tworzący w stylistyce alternatywnego popu.
Zespół stworzył muzykę do trzech spektakli teatralnych w reżyserii Anny Smolar:
„Halka” - Teatr Stary w Krakowie, premiera - 16.06.2021r.
„Melodramat” - Teatr Powszechny w Warszawie, premiera - 20.05.2023r.
„Orfeusz” - TR Warszawa, premiera - 30.11.2024r.

## Skład
- Małgorzata Penkalla – śpiew, instrumenty klawiszowe
- Magdalena Gajdzica – śpiew, flet, instrumenty klawiszowe
- Byli członkowie zespołu: Patryk Zieliniewicz, Tomek Popowski, Michał Biela

## Dyskografia

### Albumy
- 2012: Peoria
- 2019: Dwunasty dom

### Minialbumy
- 2014: Little Crushes EP[5]

### Single
- 2013: „Twin”
- 2017: „Fraktale”
- 2019: „Plan działania”
- 2019: „Pretekst”